# Altiero Spinelligebouw

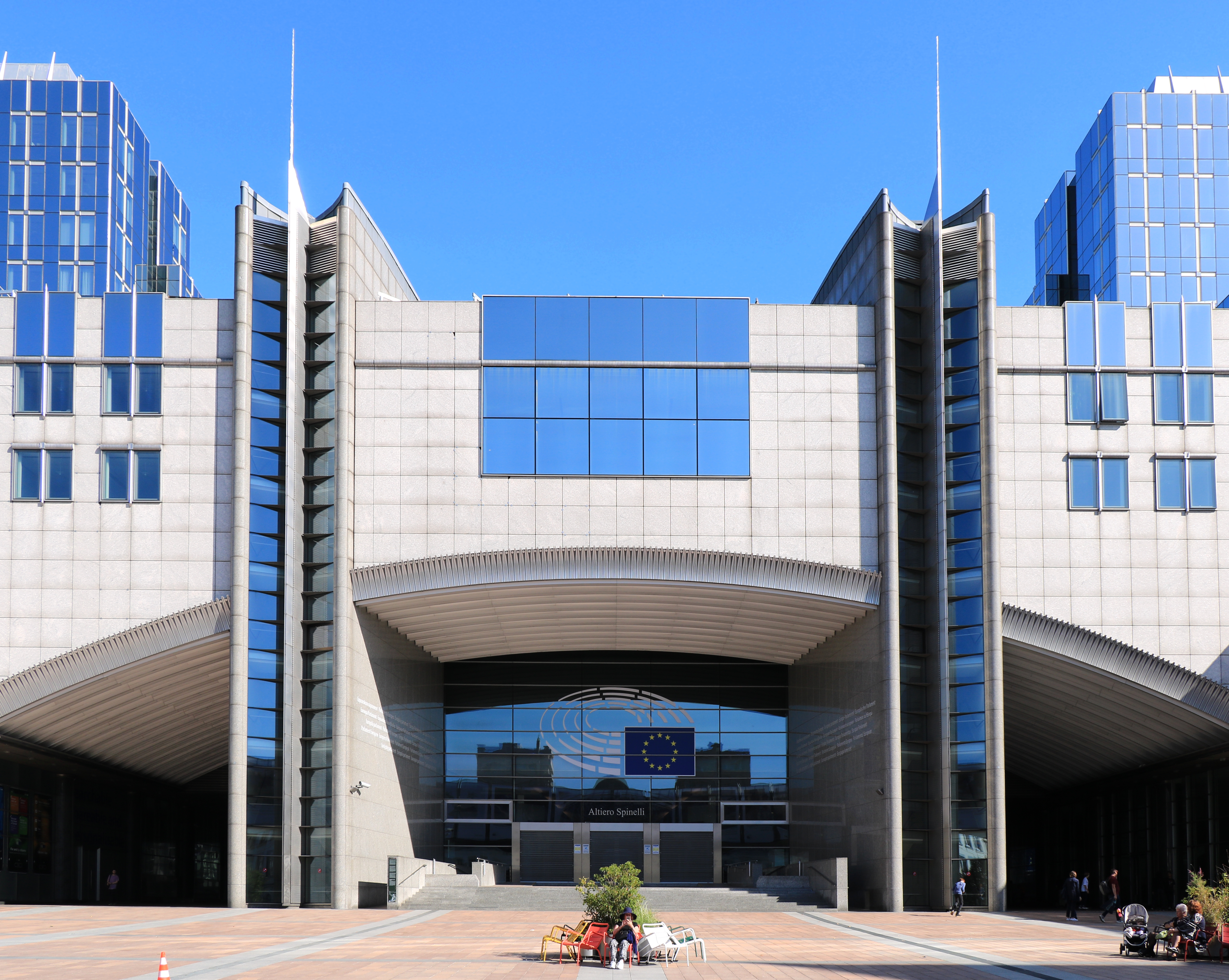
Hoofdingang van het Altiero Spinelligebouw

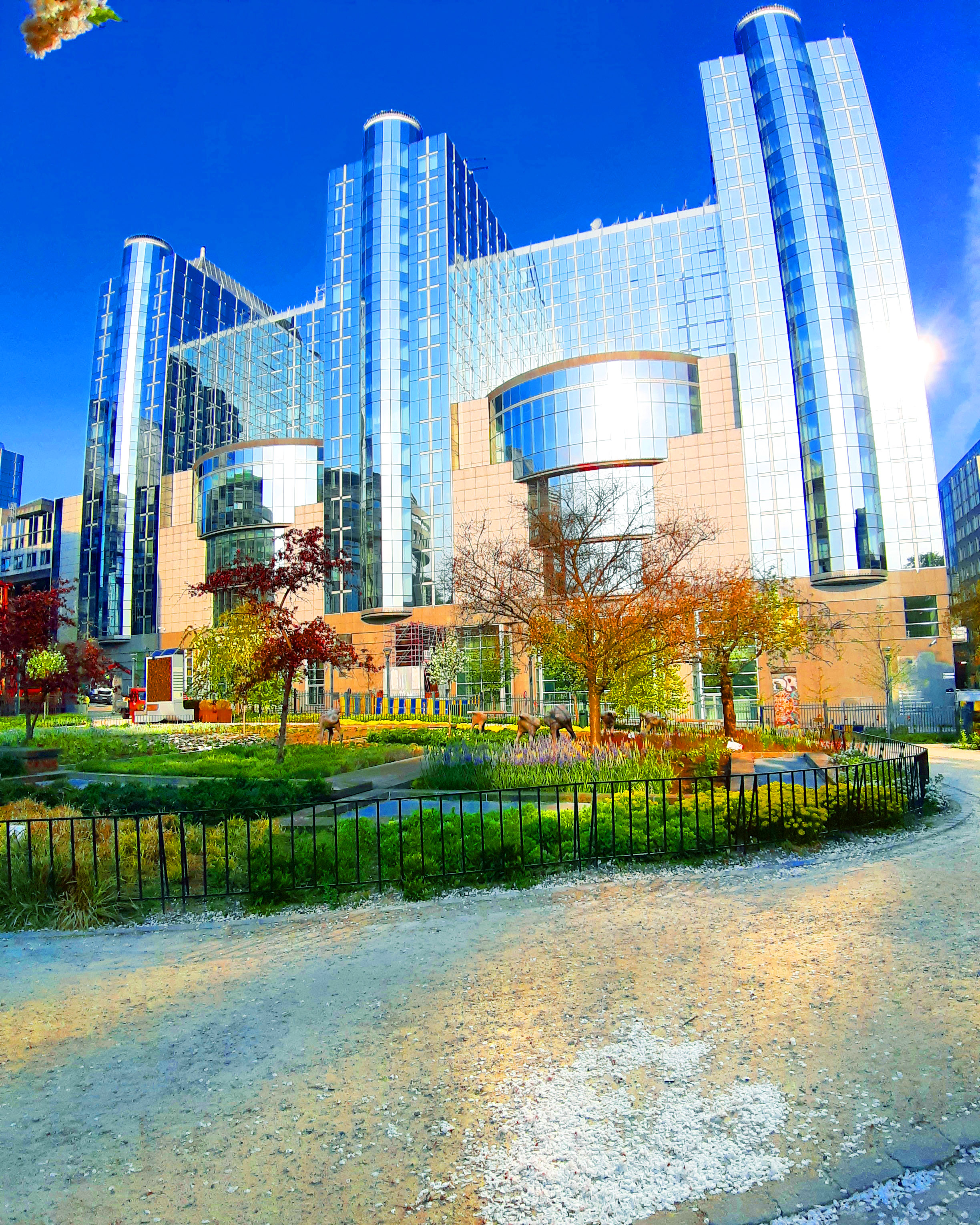
Het Altiero Spinelligebouw

Het Altiero Spinelligebouw (ASP) is een gebouw van het Europees Parlement in de Leopoldruimte in Brussel. De bouw begon in 1991 en werd afgewerkt in 1997; het gebouw werd geopend in 1998. In ASP bevinden zich de kantoren van de parlementsleden en de beleidsondersteunende afdelingen, en vergaderzalen (met tolkcabines). Er zijn ook een bibliotheek  Francisco Lucas Pires, winkels, bankfilialen, restaurants, een cafetaria, een bar en sportfaciliteiten. De audiovisuele diensten van het Parlement zijn er ook gevestigd. Het gebouw werd in 1999 vernoemd naar de Italiaanse politicus Altiero Spinelli.
Op het Altiero Spinelligebouw staan vijf hoge torens met elk meer dan 17 verdiepingen. Het gebouw staat aan de westkant van het Paul-Henri Spaakgebouw en is ermee verbonden via de glazen Kostas Karamanlis-brug. Aan de westkant van het gebouw staan het Willy Brandtgebouw en het József Antallgebouw, waarmee het is verbonden via de glazen overdekte cirkelvormige Konrad Adenauer-loopbrug. Ten noorden ligt het Bertha von Suttnergebouw.

## Fotogalerij

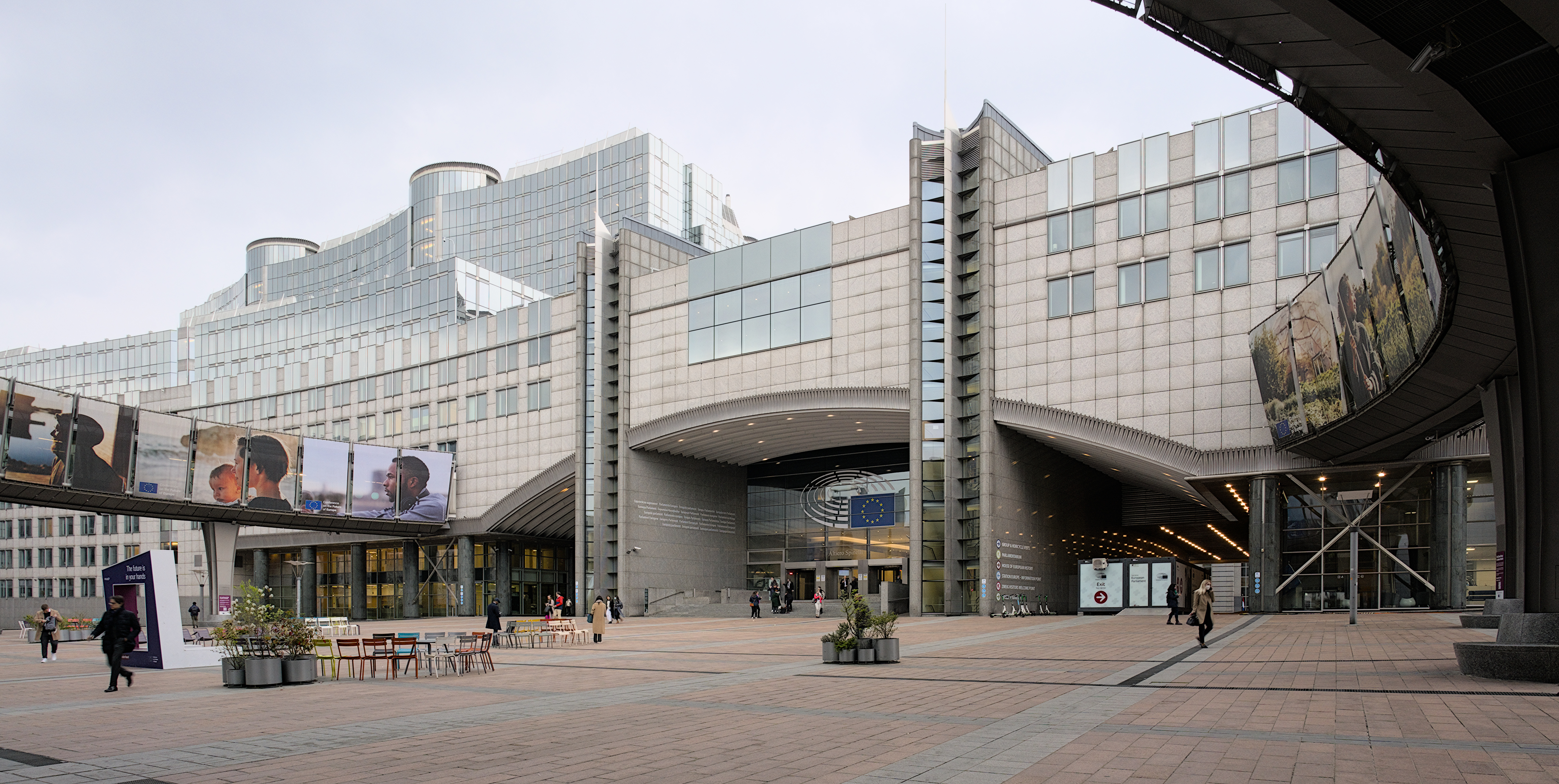
Voorzijde van het Altiero Spinelligebouw vanop de Agora Simone Veil, boven het grondniveau de cirkelvormige Konrad Adenauer-loopbrug
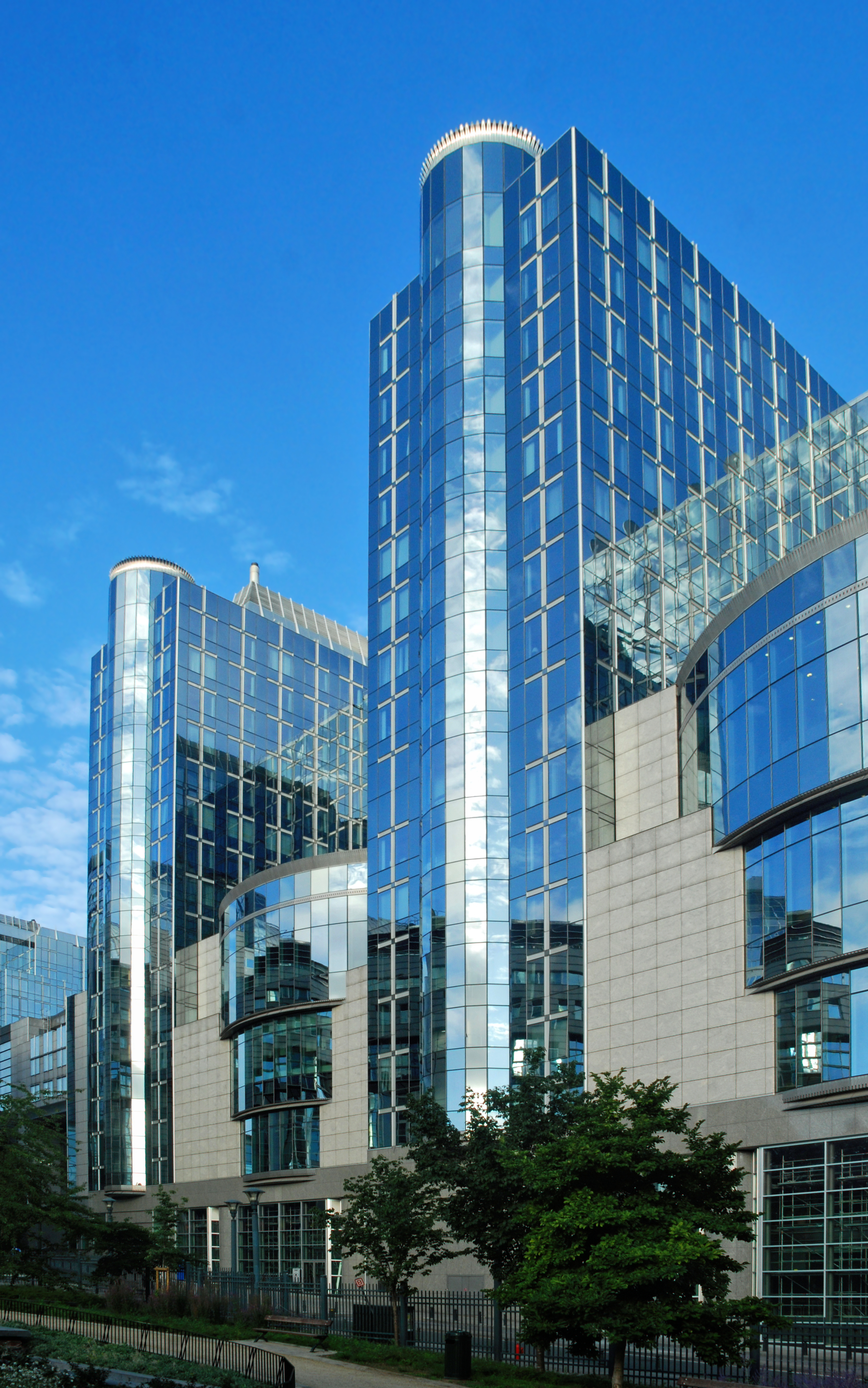
Achterzijde van het Altiero Spinelligebouw van uit de Wiertzstraat
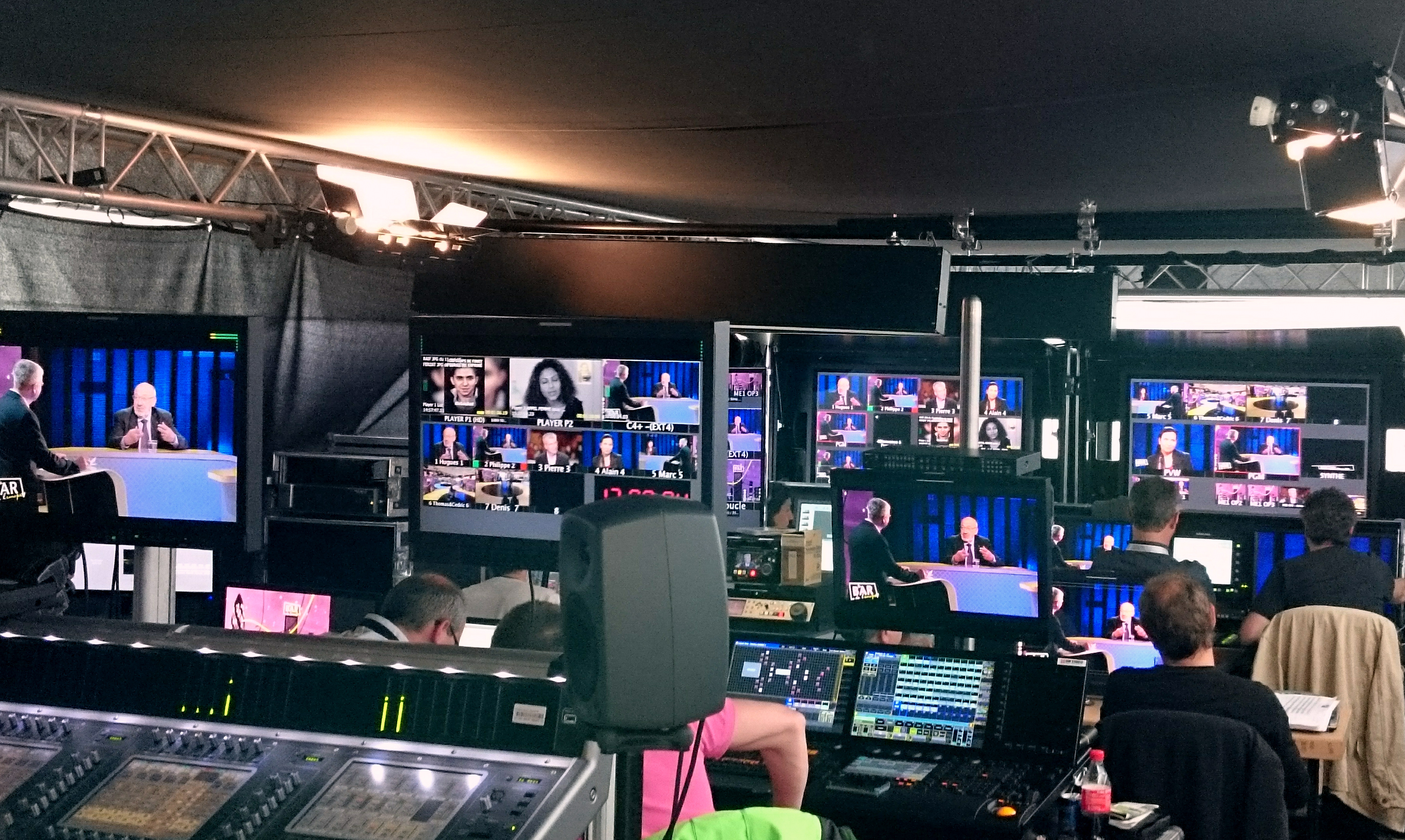
Televisieregie van de sessies van het Europees Parlement gevestigd in het Altiero Spinelligebouw
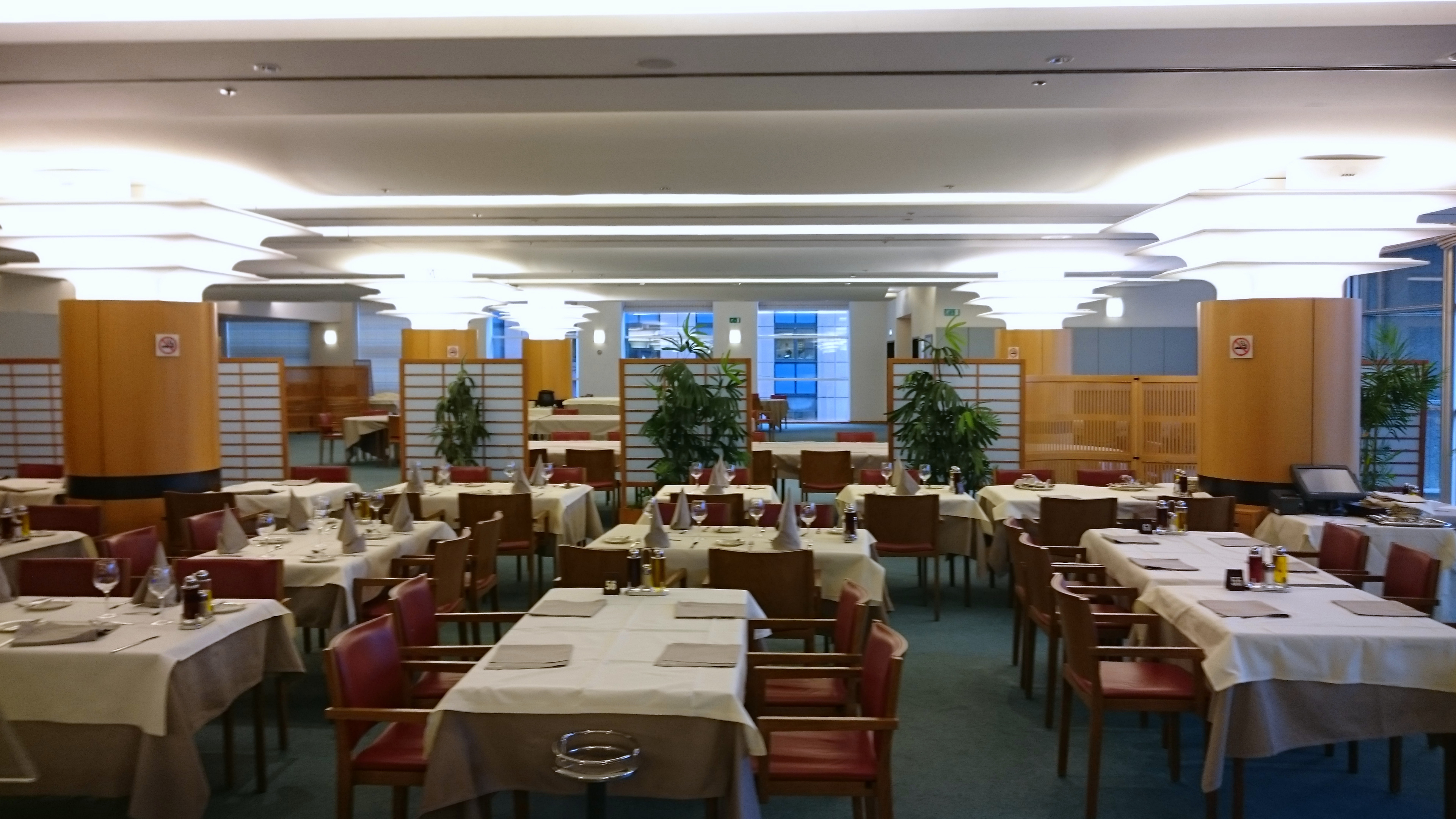
Restaurant voor de parlementsleden
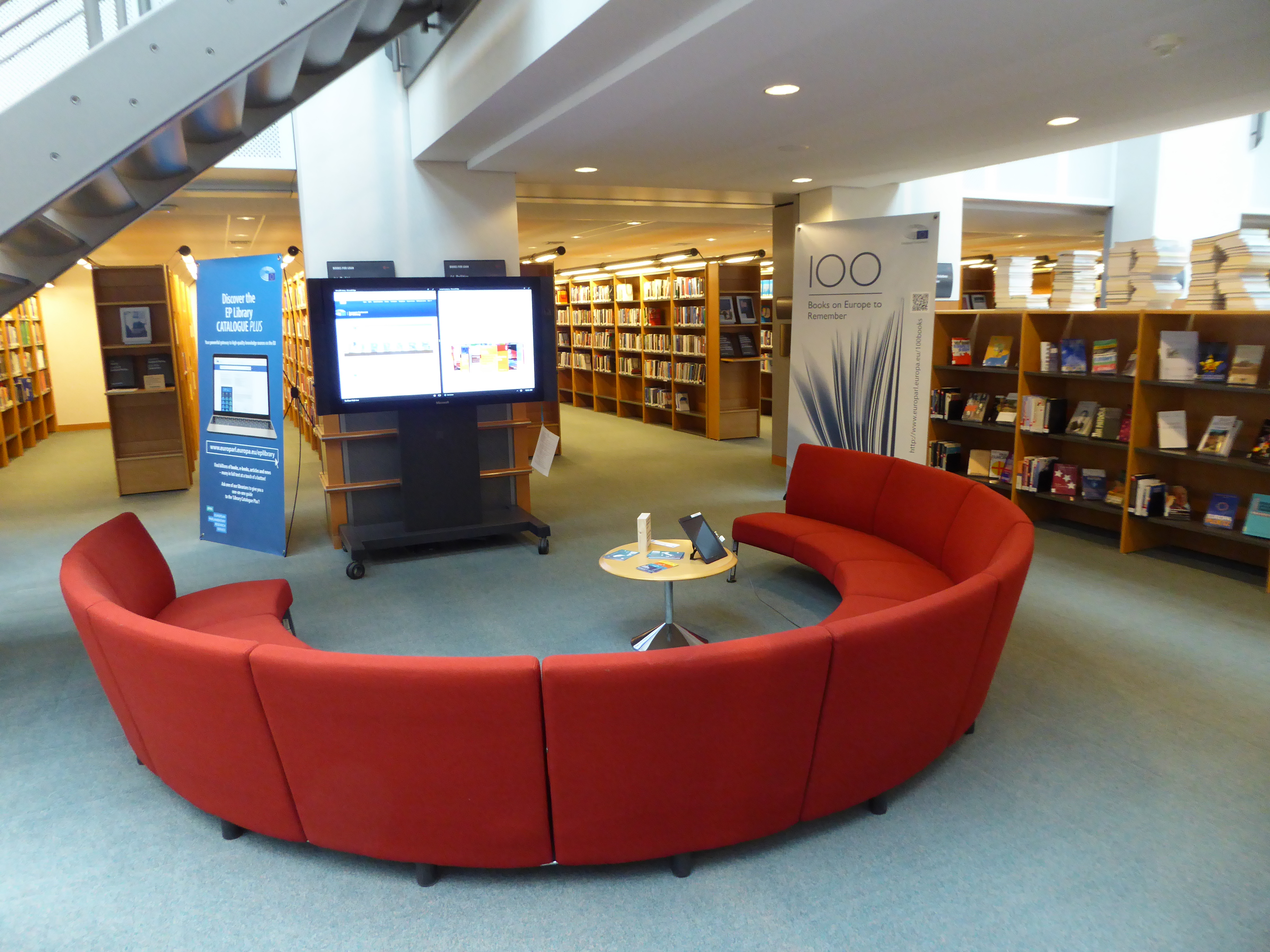
Francisco Lucas Piresbibliotheek
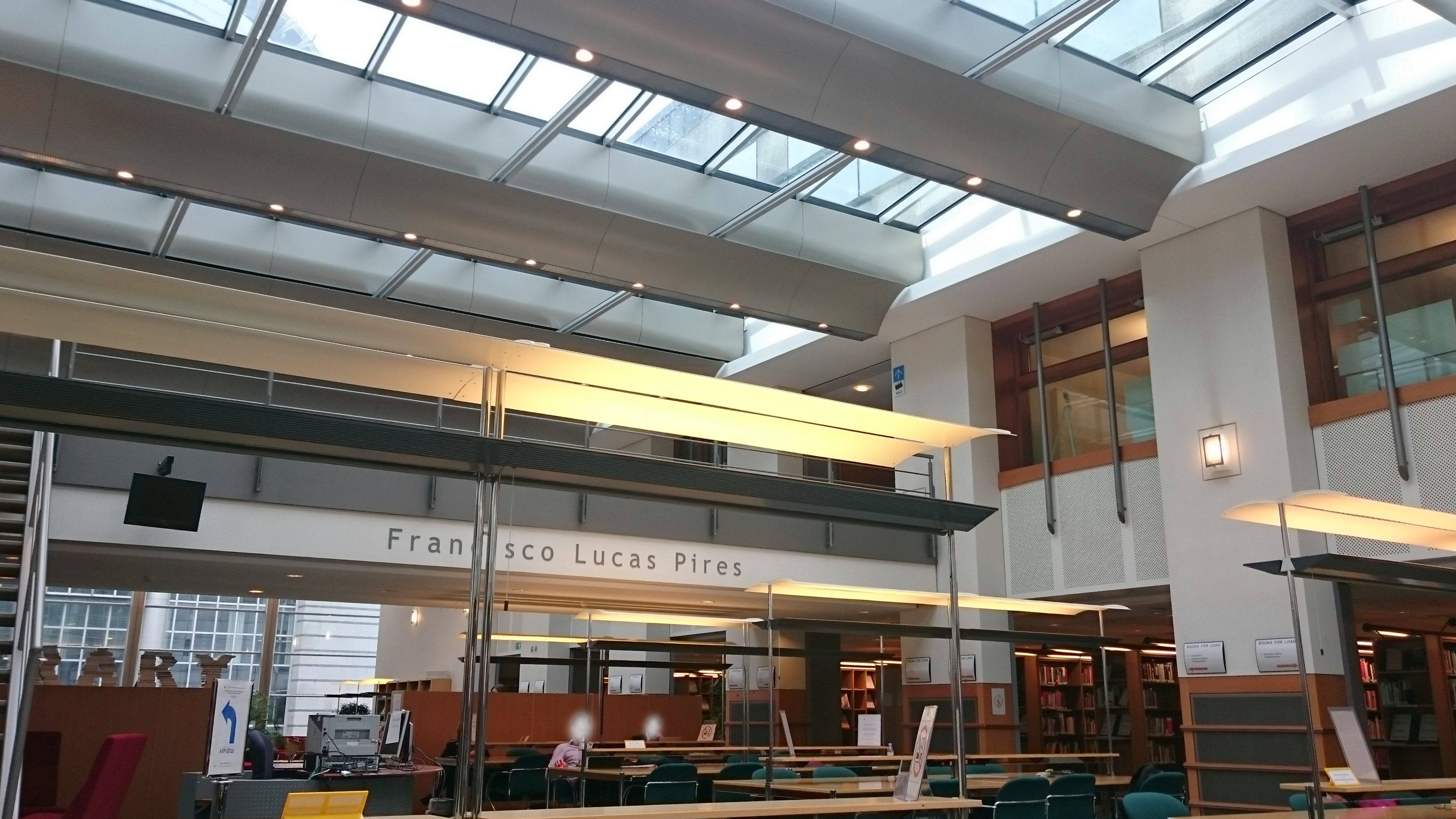
Francisco Lucas Piresbibliotheek